# Advanced Squad Leader
Advanced Squad Leader (ASL) és un joc de guerra tàctic que simula accions de mida de companyia o batalló en la Segona Guerra Mundial. És un sistema de joc detallat per a dos o més jugadors (amb joc solitari també possible). Els seus components inclouen el Llibre de regles d'ASL i diversos jocs anomenats mòduls. Els mòduls d'ASL proveeixen l'equipament estàndard per jugar ASL, incloent mapes i fitxes. Els mapes es divideixen en hexàgons per gestionar foc i moviment i mostren terreny genèric que pot representar diverses localitzacions històriques. Les peces són fitxes de cartró que mostren escamots de soldats, dotacions, líders individuals, armes de suport, armament pesant i vehicles.

## Introducció
Dotze mòduls nuclears permeten representar quasi tots els tipus de tropa, vehicles i armes que van veure acció de combat en qualsevol nacionalitat involucrada en la Segona Guerra Mundial. Cada mòdul du de sis a vint situacions recercades que reprodueixen batalles històriques. Aquests escenaris s'imprimeixen en paper dur amb especificacions de durada de la partida, configuració dels mapes, peces involucrades, regles especials per a la batalla en particular (com ara la meteorologia) i les condicions de victòria. A més dels escenaris publicats als mòduls, hi ha moltes altres fonts d'escenaris, tant oficials com no oficials. També hi ha un conjunt detallat d'instruccions al Llibre de regles ASL per fer escenaris dissenyats per un mateix (DYO) sobre un sistema de compra de punts.
Les variacions de l'ASL inclouen Deluxe ASL (DASL), un experiment de vida curta per mirar d'unir el joc de guerra de miniatures amb l'ASL; Historical ASL (HASL), que usa els mapes correctes per representar les batalles, normalment en una campanya on el resultat d'un escenari afecta el desplegament inicial de l'escenari següent; Solitaire ASL (SASL) amb molts canvis de regles per aconseguir boira de guerra i control sobre els soldats per millorar el joc solitari; i els ASL Starter Kits (ASLSK), una sèrie de paquets introductoris autònoms.
El joc va ser publicat per primer cop per Avalon Hill en 1985 com a successor de l'exitosa sèrie Squad Leader, el joc en què es basa ASL i del qual es van extreure regles i material. Quan la quarta i final entrega de Squad Leader va aparèixer, hi havia quatre llibres de regles existents en paral·lel amb regles molt poc integrades i sovint contradictòries. Per exemple, les tropes dels EUA tenien un desavantatge en usar els valors de moral per determinar l'habilitat en empènyer artilleria a través de terrenys amb fang o neu sense que hi hagi cap raó real perquè la moral afecti aquesta activitat. Quedava clar que el sistema havia crescut més del que es podia imaginar quan va començar l'any 1977; grans quantitats de correu molest dirigit a Avalon Hill van convèncer els dissenyadors que haurien de perfeccionar les regles.

## ASL
Avalon Hill havia promès primer un nou llibre de regles que aclarís els procediments, eliminés les redundàncies i revisés el sistema de simulació de protecció de blindatges i perforació del blindatge en combat de tancs, anomenat "To Hit/To Kill" (Per Impactar/Per Matar). En lloc d'això, al moment d'aparèixer, Advanced Squad Leader s'havia convertit en un reemplaçament complet de la sèrie original de jocs SL. Per exemple, l'Squad Leader original tenia dotze tipus diferents de tancs i canons d'assalt i cinc tipus de blindatge, de -2 a +2. Ara, ASL tenia peces que mostraven cinquanta-sis tipus diferents de tancs i canons d'assalt... només per als alemanys, amb valors de blindatge de 0 a 26, basats en el gruix real (en centímetres) dels blindatges i en el seu angle d'inclinació. El mòdul Beyond Valor inclou noranta-nou vehicles alemanys que van de semierugues, cotxes blindats i vehicles antiaeris a vehicles sense blindatge.
Alguns fans van reaccionar negativament a la necessitat de reemplaçar els quatre mòduls que havien comprat. Només els mapes de les primeres sèries van continuar sent compatibles amb el nou joc.
El nou joc demanava almenys dos productes, el Llibre de regles d'ASL i un mòdul inicial, o bé Beyond Valor, que conté les fitxes dels exèrcits d'Alemanys, l'URSS i Finlàndia i tots els marcadors necessaris per al joc, o bé Paratrooper, que conté un nombre limitat de peces-marcadors i tropes paracaigudistes dels EUA i els seus oponents alemanys en les batalles de Normandia. Qualsevol dels dos mòduls també demanava tenir els taulells originals d'SL per poder jugar els nous escenaris.
El nou joc no incloïa un aprenentatge seqüencial, sinó que demanava llegir i entendre quatre capítols sencers del Llibre de Regles per poder jugar un escenari que tingués artilleria o vehicles. Fins i tot els components més bàsics d'ASL ja no eren introductoris, encara que el mòdul Paratrooper pogués fer pensar el contrari. (Això es corregiria el 2004 amb la introducció dels ASL Starter Kits). Avalon Hill va suggerir que qui volgués jugar ASL comencés amb el joc original Squad Leader per guanyar experiència de joc i per això van continuar produint SL i les seves tres extensions. Segurament també hi va influir el fet de necessitar els taulers d'SL per poder jugar a ASL. O sigui que tot i que ASL havia de substituir SL, durant molts anys va haver-hi molta ambigüitat sobre aquest reemplaçament: el joc original era una manera d'aprendre ASL i era necessari per als mapes.
ASL va ser el primer joc 'avançat' d'Avalon Hill (els altres van ser Advanced Civilization i Advanced Third Reich). Hasbro va comprar els drets dels jocs d'Avalon Hill quan aquesta empresa va plegar i el 15 de gener de 1999 Multi-Man Publishing, LLC (MMP) va anunciar una associació exclusiva amb Hasbro, Inc. per "desenvolupar, produir i distribuir els jocs i altres productes del sistema de joc Advanced Squad Leader (ASL) d'Avalon Hill". MMP és una empresa de jocs fundada per Curt Schilling i alguns socis seus per preservar ASL i altres jocs destacats d'Avalon Hill. Multi-Man Publishing va fer força canvis al sistema; la decisió de no reimprimir els jocs inicials de Squad Leader va resultar en la reorganització i la 2a edició de molts mòduls d'ASL per poder incloure els mapes del primer joc, necessaris per jugar els escenaris de molts mòduls.
Tot i l'alt preu i la cara llista de prerequisits per a cada mòdul, el sistema de joc va enganxar i encara es produeixen nous mòduls vint anys més tard del llançament original, una fita sense pairó a la indústria dels jocs de guerra de tauler, especialment amb la pèrdua de vendes causada pel creixement dels jocs per videoconsoles i per ordinadors personals. Una gran comunitat activa d'aficionats a l'ASL continua existint i munta tornejos, webs comunitaris, clubs i fanzines. Una gran comunitat de vendes i intercanvis permet als participants vendre i comprar mòduls d'ASL. Es pot jugar a ASL sobre la Internet amb el programa Virtual Advanced Squad Leader (VASL), que fa servir el motor "Vassal" dissenyat per Rodney Kinney. Es tracta d'una aplicació basada en Java que permet la gestió en temps real de diversos jugadors i/o observadors que poden manipular representacions gràfiques de mapes i fitxes, incloent tirades aleatòries de daus, comprovar la LOS, consultar les taules de resultats i fer totes les feines administratives necessàries per poder jugar a ASL.
Força desenvolupadors independents continuen publicant mòduls i escenaris d'ASL.

### Llibre de Regles d'ASL
El Llibre de Regles d'ASL va ser revolucionari en el seu disseny, almenys pel que fa a wargames. Estava basat en els manuals d'entrenament militar i estava fet de fulls agafats en un quadern de tres anelles. Cada capítol tenia un codi de color a la part superior de la pàgina amb divisors de capítols de cartró ben acolorits i amb taules i diagrames associats al capítol. Cada cert temps es proporcionaven errates i una sèrie de copons del final del llibre es podien fer servir per aconseguir actualitzacions del llibre. Les errates arribaven en forma de pàgines modificades amb el número de pàgina superindexat per la data dels canvis; les pàgines velles es treien de les anelles i es descartaven. Les dues actualitzacions més grans van ser les de 1987 i 1989 que van canviar moltes pàgines. La primera edició de les regles duia els capítols A, B, C, D, H, J i N. El capítol N era un inventari visual de totes les fitxes incloses a Beyond Valor i alguns mòduls posteriors, però no es va continuar suportant. Alguns dels primers mòduls van incloure les pàgines corresponents del capítol N però d'altres van trigar (les pàgines N del mòdul Paratrooper no van arribar fins al mòdul Yanks. Els mòduls HASL no duien pàgines N i tampoc en va dur el mòdul Doomed Battalions
| Capítols de la primera edició del Llibre de Regles |                                                  |                                  |
| Capítol                                            | Contingut                                        | Venut com a part de:             |
| Capítol A                                          | Infanteria i Regles Bàsiques del Joc             | Llibre de Regles d'ASL           |
| Capítol B                                          | Regles de Terreny                                | Llibre de Regles d'ASL           |
| Capítol C                                          | Artilleria i Suport Artiller de Fora del Taulell | Llibre de Regles d'ASL           |
| Capítol D                                          | Vehicles                                         | Llibre de Regles d'ASL           |
| Capítol E                                          | Miscel·lània                                     | Yanks!                           |
| Capítol F                                          | Àfrica del Nord                                  | West of Alamein                  |
| Capítol G                                          | Teatre del Pacífic                               | Code of Bushido (pp.1-18)        |
| Capítol G                                          | Teatre del Pacífic                               | Gung Ho! (pp.18-42)              |
| Chapter H                                          | Dissenya el teu escenari                         | Llibre de Regles d'ASL (pp.1-30) |
| Chapter H                                          | Dissenya el teu escenari                         | Yanks! (pp31-48)                 |
| Chapter H                                          | Dissenya el teu escenari                         | West of Alamein (pp.49-76)       |
| Chapter H                                          | Dissenya el teu escenari                         | Hollow Legions (pp.77-88)        |
| Chapter H                                          | Dissenya el teu escenari                         | Code of Bushido (pp.89-100)      |
| Chapter H                                          | Dissenya el teu escenari                         | Gung Ho! (pp.101-112)            |
| Chapter H                                          | Dissenya el teu escenari                         | Croix de Guerre (pp.113-130)     |
| Chapter H                                          | Dissenya el teu escenari                         | Doomed Battalions (pp.131-142)   |
| Chapter H                                          | Dissenya el teu escenari                         | Armies of Oblivion (pp.143-172)  |
| Capítol I                                          | Campanya                                         | Mai publicat                     |
| Capítol J                                          | Deluxe ASL                                       | Llibre de Regles d'ASL           |
| Capítol K                                          | Manual d'Entrenament d'Squad Leader              | Paratrooper (pp.1-24)            |
| Capítol K                                          | Manual d'Entrenament d'Squad Leader              | Pegasus Bridge (pp.25-32)        |
| Capítol K                                          | Manual d'Entrenament d'Squad Leader              | ASL Journal (pp.33-)             |
| Capítol L                                          | Postal ASL                                       |                                  |
| Capítol M                                          | ASL Analysis                                     |                                  |
| Capítol N                                          | ASL Armory                                       | Beyond Valor (pp.1-6)            |
| Capítol N                                          | ASL Armory                                       | Yanks! (pp.7-10)                 |
| Capítol N                                          | ASL Armory                                       | West of Alamein (pp.11-14)       |
| Capítol N                                          | ASL Armory                                       | Hollow Legions (pp.15-16)        |
| Capítol N                                          | ASL Armory                                       | Code of Bushido (pp.17-18)       |
| Capítol N                                          | ASL Armory                                       | Gung Ho! (pp.19-20)              |
| Capítol N                                          | ASL Armory                                       | Croix de Guerre (pp.21-22)       |
| Capítol O                                          | Red Barricades HASL                              | Red Barricades                   |
| Capítol P                                          | Kampfgruppe Peiper                               | KGP I                            |
| Capítol P                                          | Kampfgruppe Peiper                               | KGP II (actualització de KGP I)  |
| Capítol Q                                          | Pegasus Bridge                                   | Pegasus Bridge                   |
| Capítol R                                          | A Bridge Too Far                                 | A Bridge Too Far                 |
| Capítol S                                          | Solitaire ASL                                    | Solitaire ASL                    |
| Capítol T                                          | Blood Reef: Tarawa                               | Blood Reef: Tarawa               |
| Capítol v                                          | Valor of the Guards                              | Valor of the Guards              |

Les regles en si estaven ben estructurades però es van introduir molts procediments al joc que van incrementar-ne la complexitat i el temps de joc (i també la possibilitat de discussions sobre les regles). El disseny de les armes d'infanteria es va reestructurar per evitar tàctiques no realistes i les metralladores i artilleria van rebre cadences de tir variables (és a dir, van tenir l'abilitat de disparar més d'un cop per fase, amb la impossibilitat de predir per endavant quants tirs es tindrien). Els escamots armats amb armes lleugeres ara tenien altres opcions per reflectir diversos armaments, per exemple les armes semiautomàtiques i automàtiques podien simular-se amb les regles per Ruixar Foc (Spraying Fire) o Foc d'Assalt (Assault Fire).
Per sobre de tot, l'ús d'abreviatures i llenguatge estandarditzat va produir una imatge molt tècnica de les regles; aquest tipus de llenguatge es coneix com a "legal" en contrast amb les regles de tipus "conversacional". El debat dels mèrits dels dos tipus d'aproximació a les regles es remunta al llibre de regles de l'Squad Leader original, escrit per John Hill i Don Greenwood. ASL va assentar-se sobre el llenguatge "legal", segurament perquè Don Greenwood va ser la força conductora d'ASL quan John Hill va encaminar-se cap a altres projectes.
Una 2a Edició del Llibre de Regles va ser editat per Multi-Man Publishing l'any 2001, on es combinaven totes les errates prèvies i s'introduïen actualitzacions als capítols A, B, C, D, H (Alemany/Rus) i J així com el capítol E (abans només disponible al mòdul Yanks) i el Capítol K Dies 1-8 (abans només disponible al mòdul Paratrooper (Dies 1-6), el mòdul HASL Pegasus Bridge (Dia 7) i l'ASL Journal #2 (Dia 8)).
Totes les regles dels mòduls d'ASL Històric associades amb els Mòduls d'Estudis Històrics i l'ASL Journal es van incorporar al nou Capítol Z.
| Capítol Z del Llibre de Regles d'MMP |                       |                        |
| Pàgines de les regles                | Regles per:           | Venudes com a part de: |
| 1-2                                  | Kakazu Ridge          | ASL Journal 2          |
| 3-20                                 | Edson's Ridge Mini-CG | Operation Watchtower   |
| 21-38                                | Riley's Road CG       | Operation Veritable    |
| 39 - 57                              | Primosole Bridge CG   | ASL Journal 6          |

El capítol N ja no se suporta al Llibre de Regles d'ASL 2a Edició i totes les pàgines del Capítol N s'han eliminat dels mòduls reeditats. El nou llibre de regles inclou material menor no corregit en errates anteriors i fa que posseir la 2a Edició sigui essencial per la compatibilitat amb els nous productes o amb els jugadors que fan servir la 2a Edició. La majoria de canvis a les regles es realitzen a través de la substitució de pàgines. També es fa servir una tipografia major i una maquetació millorada.

### Elements Únics
Potser un dels elements més curiosos del sistema ASL és l'ús dels daus. Tot i que usar dos daus per obtenir una campana de Gauss en els resultats entre 2 i 12 (36 possibles resultats) no és un sistema exclusiu d'ASL, hi ha moltes altres maneres en què s'usen els daus. Un dels daus és de color vermell i quan els dos daus es llancen no només s'usa la suma dels dos daus; per exemple, en un atac fet per una metralladora es creua el resultat dels dos daus amb la potència del foc a la Taula de Foc d'Infanteria (IFT) i si el dau vermell és igual o menor a la Cadença de Foc (ROF) de l'metralladora, llavors aquesta pot continuar disparant. Comparar els valors dels dos daus també crea resultats; per exemple, un resultat de 12 (sis més sis) fa que l'metralladora s'encalli. Si l'atac era fet per un escamot d'infanteria, obtenir el mateix número als dos daus fa que els soldats s'acovardeixin i l'atac tingui menys potència. Si es treuen dos uns (u més u) s'obté un Impacte Crític en els atacs d'artilleria. També, la majoria d'escenaris d'ASL tenen un Número d'Activació del Franctirador (SAN) que activa un atac aleatori d'algun franctirador quan algú treu el número SAN de l'oponent durant qualsevol altra tirada del joc. Així els daus tenen un pes molt important del joc, ja que provoquen molts esdeveniments cada cop que algú els llança.

### Mòduls d'ASL
A continuació hi ha una llista de Mòduls d'Advanced Squad Leader amb les seves dates de publicació. Hi ha prerequisits complexos per tots els mòduls a partir de Beyond Valor i Paratrooper i les segones edicions han reorganitzat els mapes i els capítols de regles que venien amb cada mòdul. Específicament, ha calgut reeditar els taulers 1 a 4 a causa de la decisió de MMP de no reeditar el joc Squad Leader original i les seves tres extensions.
- 1—Beyond Valor (1985)
- 2—Paratrooper (1986)
- 3—Yanks (1987)
- 4—Partisan! (1987)
- 5—West of Alamein (1988)
- 5a—For King and Country (2004)
- 6—The Last Hurrah (1988)
- 7—Hollow Legions (1989)
- 8—Code of Bushido (1990)
- 9—Gung Ho! (1991)
- 10—Croix de Guerre (1992)
- 11—Doomed Battalions (1998)
- 12—Armies of Oblivion (2006)

L'edició original d'Avalon Hill del mòdul West of Alamein contenia tot l'ordre de batalla Britànic/Commonwealth; les reedicions de MMP n'han reorganitzat el contingut i han dividit WOA en dos mòduls, una 2a Edició de West of Alamein (centrat en mapes i regles del desert) i un nou mòdul For King and Country amb l'exèrcit britànic.